# کلسو (تنسی)
کلسو (به انگلیسی: Kelso) یک منطقهٔ مسکونی در ایالات متحده آمریکا است که در Lincoln County واقع شده‌است. کلسو ۲۲۸٫۹۱ متر بالاتر از سطح دریا واقع شده‌است.